# قطعنامه ۱۰۱۷ شورای امنیت
قطعنامه ۱۰۱۷ شورای امنیت سازمان ملل متحد که در تاریخ ۲۲ سپتامبر ۱۹۹۵ تصویب شد، سندی بین‌المللی دربارهٔ صحرای غربی است. این قطعنامه طی نشست ۳۵۸۲ام با ۱۵ رای موافق، ۰ مخالف و ۰ ممتنع تصویب شد.